# Philippe-Emmanuel de Lorraine
Philippe-Emmanuel de Lorraine (Nancy, 1558. szeptember 9. – Nürnberg, 1602. február 19.), Mercœur hercege (Duc de Mercœur), lotaringiai születésű hadvezér, a Francia Királyság, majd a Német-római Birodalom szolgálatában. Részt vett a magyarországi törökellenes harcokban is.

## Élete

### Francia királyi szolgálatban
1582-ben III. Henrik francia király (1574-1589) kinevezte Bretagne kormányzójának. Hat évvel később azonban a királyságban újra fellángolt a vallásháború. A Katolikus Ligát vezető Guise családdal rokonságban álló Mercoeur a tartományában a katolikusok élére állt. Felesége felmenőire hivatkozva pedig megpróbálta magát Bretagne önálló uralkodójává nyilvánítani. Ennek érdekében Nantes-ban önálló kormányzatot is létrehozott. 1592. május 23-án Craon mellett spanyol segélyhadak segítségével vereséget mért IV. Henrik francia király (1589-1610) hadaira. Ám az újabb ellene küldött haddal nem bírt. A vereség után a Bourbon király személyesen vonult ellene és Mercoeur 1598. március 20-án Angers-ban meghódolt az uralkodó előtt. 

### Német-római császári szolgálatban
A herceg 1600-ban II. Rudolf császár szolgálatába állt. Főhadparancsnok-helyettesként részt vett Kanizsa sikertelen felmentésében, majd a következő, 1601. évi, Székesfehérvár elleni hadjáratot is ő vezette. A keresztény csapatok szeptember 20-án elfoglalták Fehérvárt és sikeresen vették fel a harcot a túlerőben lévő török sereggel a Móri-árokban. Hazafelé tartva 1602. február 19-én betegségben halt meg Nürnbergben.